# Serpusilla manangotra
Serpusilla manangotra är en insektsart som beskrevs av Wintrebert 1972. Serpusilla manangotra ingår i släktet Serpusilla och familjen gräshoppor. Inga underarter finns listade i Catalogue of Life.